# 神戸文彦
神戸 文彦（かんべ ふみひこ、1940年9月7日 - ）は、日本のテレビプロデューサー・テレビディレクター。
日本テレビ放送網の制作局エクゼクティブディレクターで、長年に渡って日本テレビのバラエティ番組の演出を手掛けている。

## 人物
- 元々は子役として、『三太物語』（1951年）、『三太と千代ノ山』（1952年）、『三太頑張れッ!』（1953年）の3本の映画でいずれも『三太』役で出演[1]。
- 武蔵大学経済学部卒業後、日本テレビに入社。『巨泉・前武のゲバゲバ90分!!』で齋藤太朗らの下でADを務め、以降『カリキュラマシーン』『欽ちゃんの仮装大賞』では齋藤とともに演出を務める。仮装大賞と『24時間テレビ 「愛は地球を救う」』は初回から携わっている。尚、24時間テレビは2006年の第29回を最後に勇退した[注 1]。
- 『仮装大賞』の出場者の体験談[2] によると、予選の審査を務めている時やリハーサルに立ち会う時の神戸は“オニ”と言われるほど厳しく、『いい』『悪い』をはっきり言う姿勢だったが、本番では一組演技が終わるごとに出場者よりも喜び、出場者みんなに温かく接してくれる一面も見せていたという。
- 現場では、上役よりもディレクターの方が偉いと言う考えを持っている[3]。

## 現在の担当番組
- 欽ちゃん&香取慎吾の全日本仮装大賞 - 総合演出兼チーフプロデューサー→総監督を経て、現在は監修

## 過去の担当番組

### AD
- 巨泉・前武のゲバゲバ90分!!
- カリキュラマシーン

### ディレクター（演出）
- カリキュラマシーン
- 11PM
- 突撃! ヒューマン!!
- ゲバゲバ90分!+30
- 歌のワイド90分!
- 24時間テレビ 「愛は地球を救う」（コーナー担当ディレクター・プロデューサー→1992年〜1995年チーフディレクター→1996年からエクゼクティブディレクター。担当期間は1978年-2006年。2018年にコーナー監修として12年振りに復帰）

### プロデューサー
- ハイ!こちら音楽部
- コサキン勝手にごっこ
- EXテレビ（参加当初は演出を担当）
- スーパースペシャル（制作）

## エピソード
- 「ゲバゲバ～」時代の同僚ADだった望月和雄とは、「11PM」ではともにディレクターとして腕を競い合った。1999年に放送された同番組の復活祭では二人で総監督（制作現場の最高責任者）を務めた。